# 피그 사인

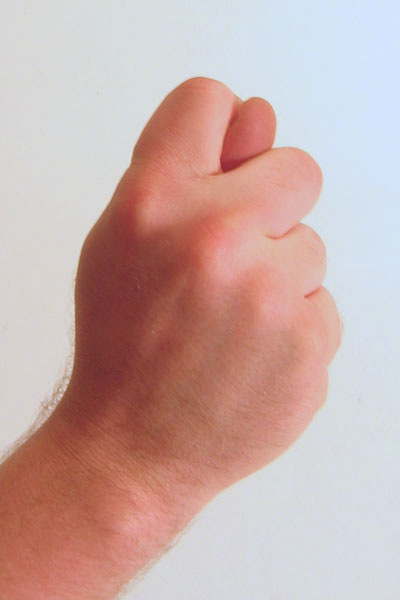
피그 사인

피그 사인(영어: fig sign)은 손짓 중 하나이다. 이 손짓이 뜻하는 바는 나라마다 다르며, 모멸적으로 받아들이기도 한다.

## 개요
일본에서는 상대를한 모욕하는 것은 아니나, 성행위를 나타내는 손짓이다. 집게손가락과 가운데손가락 혹은 가운데손가락과 약지손가락에서 뚫고 나오는 엄지는 여성 성기에 음경이 삽입되는 꼴이다. 이탈리아도 비슷한 의미로 사용된다. 터키에서는 상대에게 공격적인 뜻이다. 브라질에서는 행운의 욕망을 의미하고 추잡한 의미는 없다. 니카라과와 엘살바도르에서 중지를 세우는 가운뎃손가락과 마찬가지로 최대의 모멸 표현이다.

## 같이 보기
- 액막이